# Rebelión de los comuneros
La Rebelión de los Comuneros, también denominada insurrección o levantamiento de los comuneros, fue un movimiento armado reaccionario que se creó por la implementación de reformas fiscales y económicas del visitador Juan Francisco Gutiérrez de Piñeres, en el marco del reformismo borbón en América durante el gobierno del Rey Carlos III. Movimiento dispersado por la Real Audiencia de Santa Fe el 16 de marzo de 1781 por medio de un acuerdo llamado las Capitulaciones de Zipaquirá, que sería después desconocido por el virrey del reino Manuel Antonio Flórez Maldonado. 
Esta rebelión, liderada por Juan Francisco Berbeo en 1781, no buscaba una revolución independentista sino revertir los impuestos y las políticas impopulares impuestas por la autoridad virreinal en el Virreinato de la Nueva Granada, lo que hoy corresponde a Colombia. Los comuneros se levantaron principalmente contra los excesivos impuestos y la mala administración del gobierno, al grito de «viva el Rey y muera el mal gobierno». Aunque el movimiento no tenía carácter independentista, muestra el descontento que crecía en América frente a la administración española a finales del siglo XVIII.

## El Visitador Regente
Tuvo su epicentro en la localidad de El Socorro, perteneciente a lo que hoy es el departamento de Santander.
La insurrección se desencadenó por la implementación de reformas fiscales y económicas del visitador Gutiérrez de Piñeres, acordadas en España junto al ministro José de Gálvez, en el contexto de la guerra de España con Gran Bretaña.
En el nivel virreinato implicaron una mayor carga fiscal sobre la población, el avance sobre ciertos privilegios y exenciones y la restricción del cultivo de tabaco y aguardiente favoreciendo al fabricado en España, lo que afectó sensiblemente a los productores locales. Estas medidas alimentaron un clima generalizado de descontento que se cristalizó en la insurrección y se dirigió especialmente contra las autoridades locales que implementaron las reformas.
Para garantizar los cobros se hizo la figura del Visitador Regente, que en principio debía ser un jefe administrativo del virrey, pero que en la práctica iba más allá. Los primeros nominados eran funcionarios muy de la confianza de la Corona (especialmente de sus ministros). La regencia de la Nueva Granada se entregó a Juan Francisco Gutiérrez de Piñeres. La actitud en búsqueda de ingresos fiscales emprendida por este regente provocó en 1781 la rebelión de los Comuneros.

## La insurrección de 1781

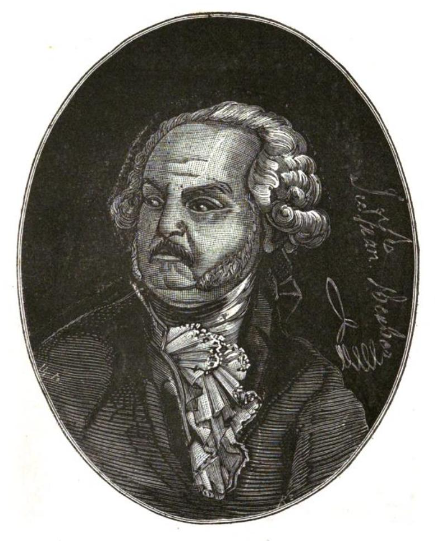
Xilografía de Juan Francisco Berbeo en libro Los comuneros: historia de la insurrección de 1781 de Manuel Briceño (1880).

Aunque ya en 1752 y entre 1764 y 1767 habían estallado motines contra el monopolio del aguardiente, fueron las medidas tomadas a fines de la década de 1770 las que provocaron que el nuevo levantamiento tomara una magnitud sin precedentes. En 1779 una fuerza de 1500 indígenas se rebelaron pero resultaron dispersados.
En los últimos meses de 1780 hubo motines contra los guardas de la renta del tabaco en Simacota, Mogotes y Charalá, pero la cabeza del movimiento fue la ciudad del Socorro, donde el 16 de marzo de 1781, en día de mercado, unos hombres encabezados por José Delgadillo, Roque Cristancho, Ignacio Ardila, Miguel de Uribe, Pablo Ardila y otros que al ritmo de un tambor gritaban frente a la casa del alcalde José de Angulo y Olarte que no pagarían los impuestos, y este les intentaba disuadir desde el balcón de la residencia junto a Salvador Plata, reconocido personaje del Socorro. Durante el griterío una mujer se acercó a la puerta de la residencia donde estaba fijado el edicto del visitador Gutiérrez de Piñerez y lo arrancó. Esa mujer era Manuela Beltrán, que rompió el edicto referente a las nuevas contribuciones a los gritos de «viva el Rey y muera el mal gobierno. No queremos pagar la armada de Barlovento». Los Comuneros reunidos en El Socorro recibieron el Manifiesto Comunero que llegó de Simacota, escrito por Fray Ciriaco de Archila, dominico que vivía en su convento de Santa Fe de Bogotá.

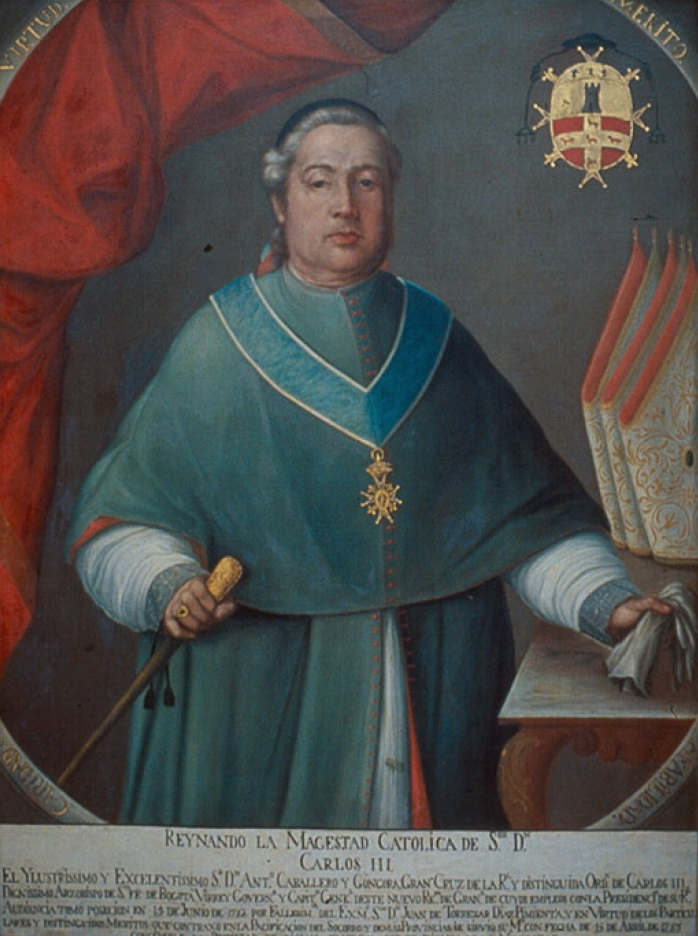
Cuadro del arzobispo virrey Antonio Caballero y Góngora, por Pablo Antonio García del Campo,.

En sus comienzos los protagonistas visibles eran los pobres, tanto mujeres como hombres. Las revueltas comenzaron luego a ser dirigidas por personas un poco mejor ubicadas social y económicamente (comerciantes, carniceros, pequeños agricultores) y la rebelión tomó forma. La presión logró que algunos hombres de prestigio se comprometieran en ella.
Como general de los insurrectos fue elegido el terrateniente Juan Francisco Berbeo, regidor local, en asocio de Salvador Plata, Antonio Monsalve, y Francisco Rosillo, quienes constituyeron la junta llamada “El Común” de donde les vino el nombre de “Comuneros”. Se reunieron en el Socorro cerca de 4000 hombres de la Provincia de Tunja que marcharon en dirección a Santafé (hoy Bogotá). Las pretensiones iniciales buscaban reducir impuestos y dar mayor participación a los criollos.
En el camino se agregaron voluntarios de otras poblaciones hasta completar un cuerpo de 18 000 o 20 000 hombres y en el Puente Real (hoy Puente Nacional), cerca a Vélez, se encontraron con la pequeña tropa de 80 soldados enviada desde Santafé a órdenes del oidor José Osorio y del capitán Joaquín de la Barrera y Francisco Ponce, quienes no pudieron interrumpir el avance de los comuneros. En Santafé gobernaba Gutiérrez de Piñerez porque el virrey se encontraba el Cartagena de Indias. El regente convocó a una Junta de tribunales con la real audiencia de oidores y cabildantes donde Ponce dio su versión de lo sucedido, alarmando a toda la ciudad, se determinó que el Regente debía irse a Honda para reunirse con fuerzas del Virrey. Mientras el regente Gutiérrez de Piñeres salía en precipitada marcha hacia Honda, y luego Cartagena de Indias,

## Las Capitulaciones de Zipaquirá
El 13 de mayo la junta de tribunales de Santafé envía al arzobispo de Santa Fe y nombra a dos comisionados para salir al encuentro con los comuneros, estos fueron: 
- Antonio Caballero y Góngora, Arzobispo de Santa Fe.
- Joaquín Basco y Vargas, Oidor de Santa Fe.
- Eustaquio Galavís, el alcalde de Santa Fe.

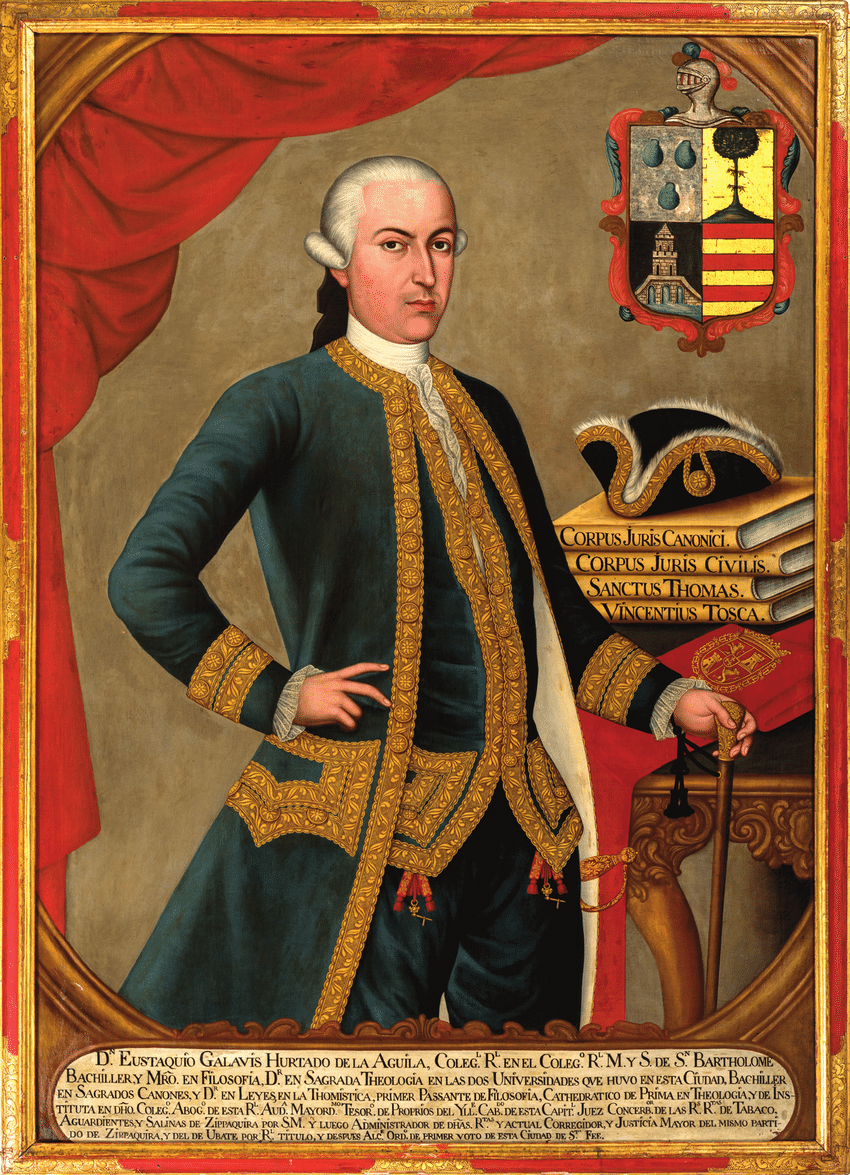
Cuadro del corregidor de Santa Fe, Eustaquio Galavís Hurtado del Águila, por Joaquín Gutiérrez,.

El 25 de mayo fue recibido en Zipaquirá Juan Francisco Berbeo y al enterarse de la fuga del visitador Gutiérrez de Piñeres ordenó a su comandante José Antonio Galán a perseguirle con el título de comandante y capitán de la tropa del Socorro, y desde un principio Galán no estaba dispuesto a firmar las capitulaciones así que se separó con un pequeño grupo y asaltó los envíos de armamento de virrey haciendo que Gutiérrez partiera para Cartagena.
El 27 de mayo acamparon 20 000 comuneros a los alrededores de Zipaquirá, divididos por capitanes, de los pueblos de Barichara, Charalá, Carare, Cocuy, Confines, Cheva, Chita, Chima, Chocontá, Firavitoba, Garagoa, Gachetá, Gámeza, Guacamayas, Guadalupe, Hatoviejo, La ubita, Leiva, Lenguazapaque, La Vega, Moniquirá, Monguí, Nimaima, Neusa, Nocaima, Oiba, Ocamonte, Onzaga, Pezca, Páramo, Pacho, Paipa, Puente real, Pinchote, Ráquira, Robada, Riachuelo, Santarosa, Sogamoso, Serinza, Samacá, Sócota, Sincelada, Sotaquirá, Santana, Suta, Sesquilé, Sutamarchar, Suaita, Socorro, San Gil, Tenza, Tibasosa, Tibirita, Topagá, Tasco, Toca, Tota, Tunja, Ventaquemada, Valle y Zapatoca. 
Berbeo iba acompañado de sus capitanes Monsalve, Rosillo y Molina y de su consejo de ocho miembros compuesto por cuatro diputados de Tunja Fernando Pabón y Gallo, Juan Salvador Rodríguez de Lago, Juan Bautista de Vargas, Justo de Medina, José Simón Villareal, Javier Tello, Juan de Azuero y Nicolás José de Vezga.
También se incorpora Ambrosio Pisco, descendiente de los Zipas junto a unos indígenas que fue recibido con música y cohetes en Nemocón. Al enterarse los demás indígenas se reúnen y concurren a un homenaje, estos fueron los indígenas de Chia, Bogotá, Guatavita, Guasca, Tabio, Tenjo y Suba. Allí lo declaran, en contra de su voluntad, como Señor de Chia y Príncipe de Bogotá y después de unas deliberaciones se pone a disposición de Berbeo.
En junio el gobierno virreinal, con el cabildo y la real audiencia de Santafé acordó trasladar a unos representantes a Zipaquirá y designó a 4 capitanes con el título de capitanes de los moradores de Santafé y con ellos una comisión de oficiales reales, ayudantes y negociadores. El arzobispo (y después virrey) Antonio Caballero y Góngora ayudó en las negociaciones con su presencia y sus discursos a la muchedumbre. Juan Francisco Berbeo exigió que los tunjanos lideraran las negociaciones por parte de los insurrectos.
| Capitanes de Santa Fe                                                                    | Capitanes de Santa Fe                                                                    | Capitanes de Santa Fe                                                                    | Capitanes de Santa Fe                                                                    |
| Francisco de Vergara Azcárate (Capitán General) Fiscal y Regente del Tribunal de Cuentas | Francisco de Vergara Azcárate (Capitán General) Fiscal y Regente del Tribunal de Cuentas | Francisco de Vergara Azcárate (Capitán General) Fiscal y Regente del Tribunal de Cuentas | Francisco de Vergara Azcárate (Capitán General) Fiscal y Regente del Tribunal de Cuentas |
| ---------------------------------------------------------------------------------------- | ---------------------------------------------------------------------------------------- | ---------------------------------------------------------------------------------------- | ---------------------------------------------------------------------------------------- |
| Ignacio de Arce Fiscal y Contador Mayor de la Real Audiencia                             | Francisco Sanz de Santamaría Abogado de la Real Audiencia                                | Jorge Miguel Lozano Marqués de San Jorge                                                 | Nicolás Bernal Rigueiro Abogado de la Real Audiencia                                     |
| Oficiales Reales                                                                         |                                                                                          |                                                                                          |                                                                                          |
| Joaquín Basco de Vargas Oidor de Santa Fe                                                | Juan Francisco Pey Ruiz                                                                  | Manuel Revilla                                                                           | Pedro de Ugarte                                                                          |
| Pedro Catani Oidor decano de Santo Domingo                                               | José Groot de Vargas Exalcalde de Santa Fe                                               | Juan Manuel de Zornosa                                                                   | Manuel Silvestre Martínez                                                                |
| Eustaquio Galavís Alcalde de Santa Fe                                                    | Juan Manuel de Sarratea                                                                  | Juan de Mora                                                                             | Nicolás de Lastra                                                                        |
| Nicolás Prieto Dávila                                                                    | Nicolás Prieto Dávila                                                                    | Manuel Aranzazuguitis Escribano Real                                                     | Manuel Aranzazuguitis Escribano Real                                                     |
| Ayudantes de la comisión                                                                 |                                                                                          |                                                                                          |                                                                                          |
| Francisco de Tordecillas                                                                 | José de Balaguera                                                                        | Felipe Miguel de Céspedes                                                                | 21 personas, 27 cargas de equipaje.                                                      |

A mediados de mayo de 1781 el arzobispo Caballero y Góngora accedió a la firma del documento (aunque él mismo no rubricó lo pactado con los comuneros, sino que lo hicieron los capitanes de Santa Fe, el alcalde Galavís y el oidor Vasco) que fue llamado las Capitulaciones de Zipaquirá. Este nombre se le dio por estar el documento dividido en capítulos y no porque la firma de los insurrectos 
Las capitulaciones constaban de 35 puntos, 25 concretaban la supresión y reducción de tributos; 8 se referían a cuestiones administrativas y los 2 restantes, aunque discriminatorios, eran de aspecto político. Entre otros, los puntos más destacados del documento fueron:
- Derogación o disminución de los impuestos que no habían sido consultados con la población. De forma unánime, se exigió la eliminación del tributo de la Armada de Barlovento, y la disminución en las tarifas de las contribuciones sobre el tabaco y el aguardiente.
- Devolución de algunos resguardos y minas de sal a los indígenas, reducción de la tarifa de sus tributos y la derogación del diezmo.
- Restitución de los criollos en algunos cargos públicos que habían sido ocupados por los españoles después de las reformas borbónicas, y que se les permita mantener milicias comuneras
- Eliminación del tributo que debían pagar los negros libertos.

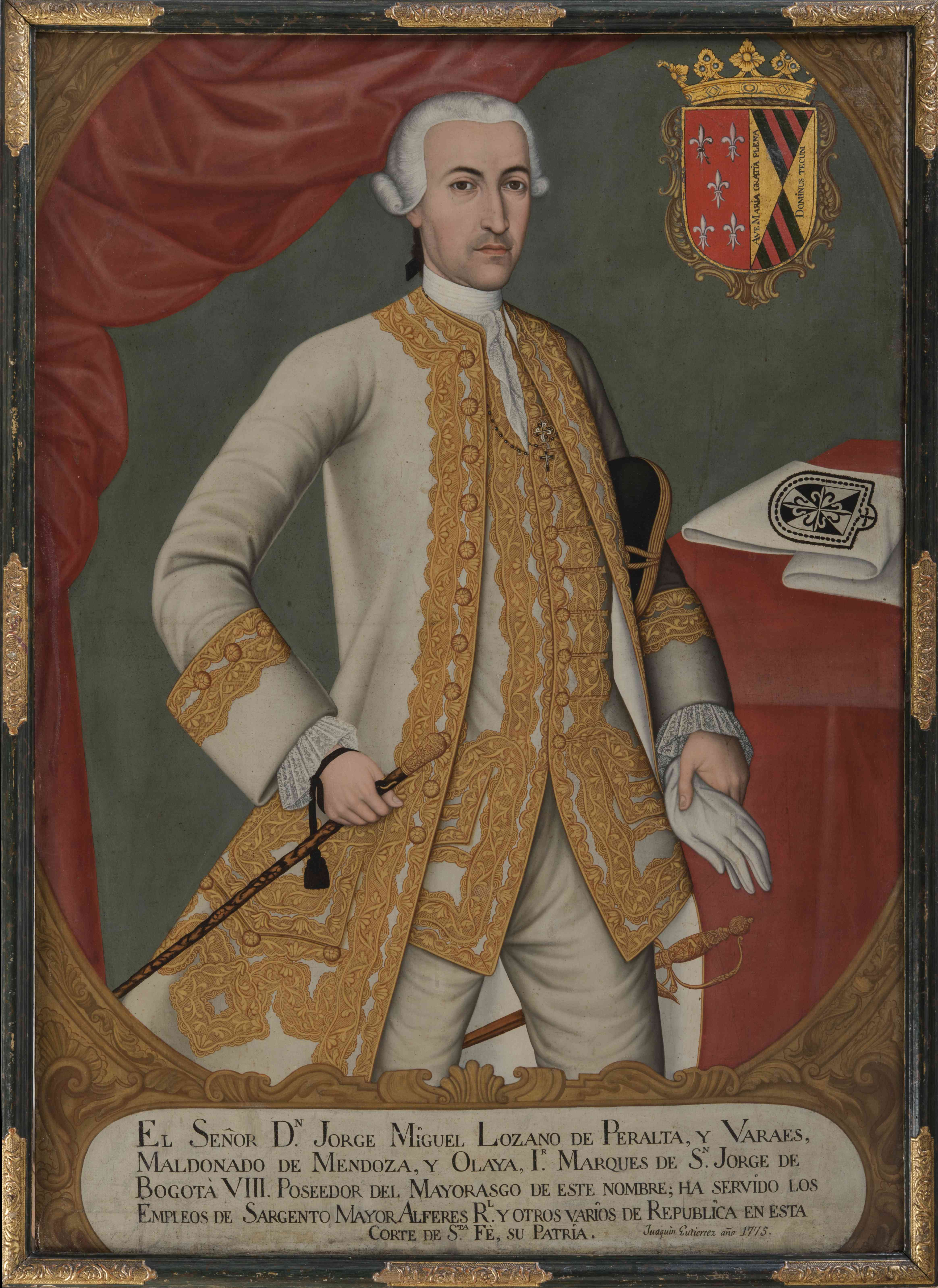
Cuadro de Jorge Miguel Lozano de Peralta, marqués de San Jorge, por Joaquín Gutiérrez, 1775.

Las capitulaciones fueron enviadas a Santa Fe con la comisión aclarando que se debían hacer cambios y reformas. Se reunieron en la casa del Cabildo el arzobispo con los capitanes Jorge Miguel Lozano, Francisco Vergara Azcárate, Francisco Sanz de Santamaría, Nicolás de Bernal y los comisionados Basco y Galavís a discutir los artículos pero una muchedumbre se reunía al rededor de la plaza de la capital por rumores que decían que los estaban traicionando. Luego los comuneros enviaron al capitán Ignacio Tavera para que presenciara el juramento de la junta de tribunales de Santa Fe con el fin de calmar a las masas.
Todo el movimiento aceptó las capitulaciones y regresaron tranquilamente a sus casas ya que a su líder Juan Francisco Berbeo lo nombran Justicia Mayor y Regidor de El Socorro, como lo decía lo pactado en un artículo. Sin embargo, unos cuantos de la revuelta, encabezados por José Antonio Galán, desconfiaron de la celeridad con que fueron aceptadas las condiciones por parte de los negociadores y el arzobispo y prosiguieron la lucha. Otro grupo comunero se promulgó solemnemente de ser del bando de Tupac-Amaru jurándole lealtad como emperador de América y desconociendo al Rey de España.
El 7 de junio se reúne nuevamente la junta general de tribunales para analizar la información que seguía llegando a la capital del virreinato. La Real Audiencia de Santa Fe entra en sesión con Juan Francisco Pey, Pedro Catani, Manuel Silvestre Martínez, Juan de Sarratea, Nicolás de la Lastra, Manuel Revilla, Juan Manuel de Sornoza, José Groot de Vargas, Juan de Mora, Pedro de Ugarte y Nicolás Prieto Dávila y terminan aprobando las capitulaciones, con su respectiva acta de aprobación.

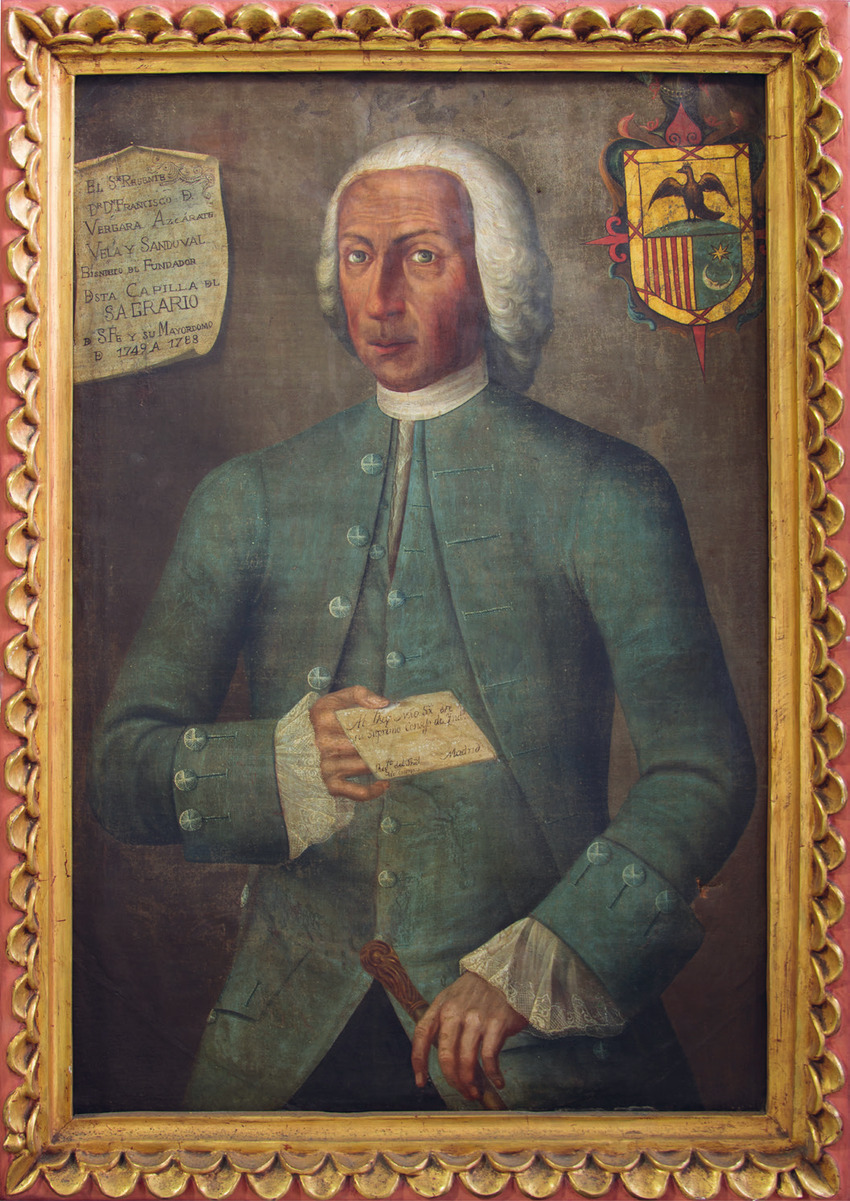
Cuadro de Francisco Vergara Azcárate y Vela Patiño, regente del Tribunal de Cuentas, autor anónimo,.

Recibida la noticia en Zipaquirá se ofrece una misa para prestar el juramento solemne ante los evangelios y la Real Audiencia presidida por el arzobispo Caballero y Góngora, y el 8 de junio se hizo con el consejo de su majestad, el oidor, el alcalde de Santafé y arrodillados juraron , en nombre de Dios y del Rey, cumplir las capitulaciones. Se hicieron varias copias del documento y convencieron al pueblo de irse y enviar las capitulaciones a varios lugares del reino por medio de la muchedumbre que se dispersaba.
El 18 de junio se nombra a Francisco Berbeo como Corregidor y Justicia Mayor de El Socorro y San Gil conforme lo estipulado en las capitulaciones. El 22 de junio compareció ante los tribunales del reino compuestos por los oidores Pey Ruiz, Basco Vargas y Catani, los ministros Juan Saratea, Francisco Vergara Azcárate, de la Lastra, el alcalde Eustaquio Galavís, Sornoza, José Groot de Vargas, Juan Mora y Ugarte.
Mientras tanto el Arzobispo mandó unos capuchinos a las villas del norte para difundir la palabra y recordarle a las gentes que debían respetan al rey español, restableciendo el control.
Meses después, el 10 de agosto de 1781 en Santa Fe algunos criollos quedaron insatisfechos con las actuaciones de la Real Audiencia y decidieron conspirar por lo cual deciden reunirse en la plazuela de las nieves en la noche con el fin de asaltar la Real Audiencia y el cuartel de San Agustín pero son descubiertos por autoridades y son emboscados literalmente por el alcalde de la ciudad Eustaquio Galavís quien con Pedro Catani los sorprendió mientras se reunían. Según Enrique Santos Molano en su libro Grandes conspiraciones en la historia de Colombia dentro de los 70 apresados se descubrió que eran los mismos que entraron con los capitanes de Santa Fe meses atrás y que estaban siendo comandados por el marqués de San Jorge Jorge Tadeo Lozano y el exalcalde Francisco de Vergara Azcárate. Unos fueron desterrados y otros enviados a los calabozos de Cartagena, entre los nombres se encuentran Lucas Campuzano, Nicolás Lozano, Francisco de Porras, Ignacio Díaz, Clemente Correa, Blas Villegas, Victorino Franco, Joaquín de Silva, José Medardo Bonafont, Pedro Milla, Pablo Díaz, Marcos Quijano, Rafael, Fernando y Francisco Ramírez y otros.

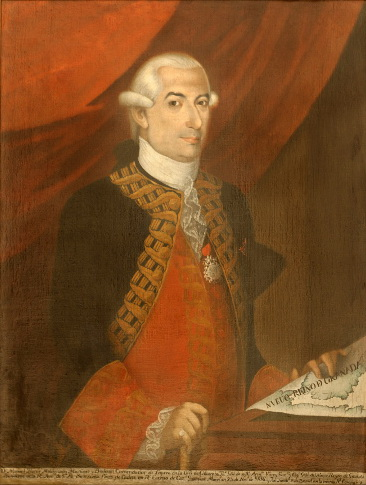
Cuadro del virrey Manuel Antonio Flórez y Angulo por Joaquín Gutiérrez,.

En una reunión posterior de las autoridades de Santa Fe se acordó la nulidad de las Capitulaciones, y el Virrey desde Cartagena ordenó la captura de José Antonio Galán y la de los demás comuneros que aún proseguían con el movimiento. En febrero de 1782 Galán fue apresado y ejecutado junto a Lorenzo Alcantuz y a otros comuneros.
La comisión de negociadores parlamentó con los jefes de los sublevados en El Mortiño (cerca de Zipaquirá, Cundinamarca), quienes presentaron un pliego de 35 demandas. La comisión decidió acceder a todas las demandas tras varias deliberaciones y se firmaron unas capitulaciones que fueron aprobadas por la Real Audiencia de Santa Fe.
En las Capitulaciones de Zipaquirá, que Berbeo y los Comuneros negociaron con la comisión oficial, encontramos presentes la defensa de las tradiciones jurídicas de los pueblos, el reclamo por la supresión y por la rebaja de los impuestos, la libertad de cultivo y de libre comercio del tabaco, la mejora de los caminos y de los puentes, el acceso de los americanos a los altos puestos administrativos, la devolución de los resguardos y de las salinas a los indígenas, así como otras reivindicaciones semejantes.

## Incumplimiento de las capitulaciones

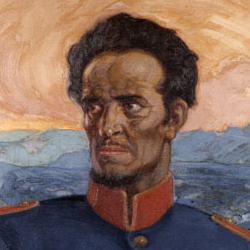
Retrato idealizado de José Antonio Galán por Domingo Moreno Otero,.

El virrey Manuel Antonio Flórez, quien se encontraba en Cartagena de Indias, desconoció las capitulaciones con el argumento de que habían sido firmadas bajo amenaza, y envió el regimiento fijo desde esa ciudad para implantar la autoridad en Santa Fe. Todo volvió a su antiguo estado. Un grupo de comuneros al mando de José Antonio Galán decidió levantarse de nuevo. En represalia, él y sus compañeros Isidro Molina, Lorenzo Alcantuz, y Manuel Ortiz, recibieron castigos ejemplares.
Galán fue ejecutado en enero de 1782 junto con los otros tres jefes comuneros; se les quitaron los pies, las manos y la cabeza y éstas fueron expuestas en jaulas en las plazas públicas de la capital virreinal y de los pueblos más activos de la rebelión. Sus descendientes fueron declarados infames, todos sus bienes fueron confiscados y sus hogares destruidos y regados con sal. El cacique Ambrosio Pisco fue encarcelado en Cartagena y pese a que luego fue indultado, nunca pudo volver al interior del país. Otros dirigentes fueron sentenciados a sufrir 200 latigazos, vergüenza pública y prisión en África. Muchos campesinos sin tierra fueron enviados a Panamá, donde padecerían por cuenta de las inclemencias del malsano clima tropical. Las pocas penas impuestas a los participantes más ricos fueron mucho menos horrendas; algunos simplemente fueron encarcelados en Cartagena y después indultados. Mucha gente se dispersó a las zonas periféricas por temor a las represalias.

## Levantamientos en otros lugares

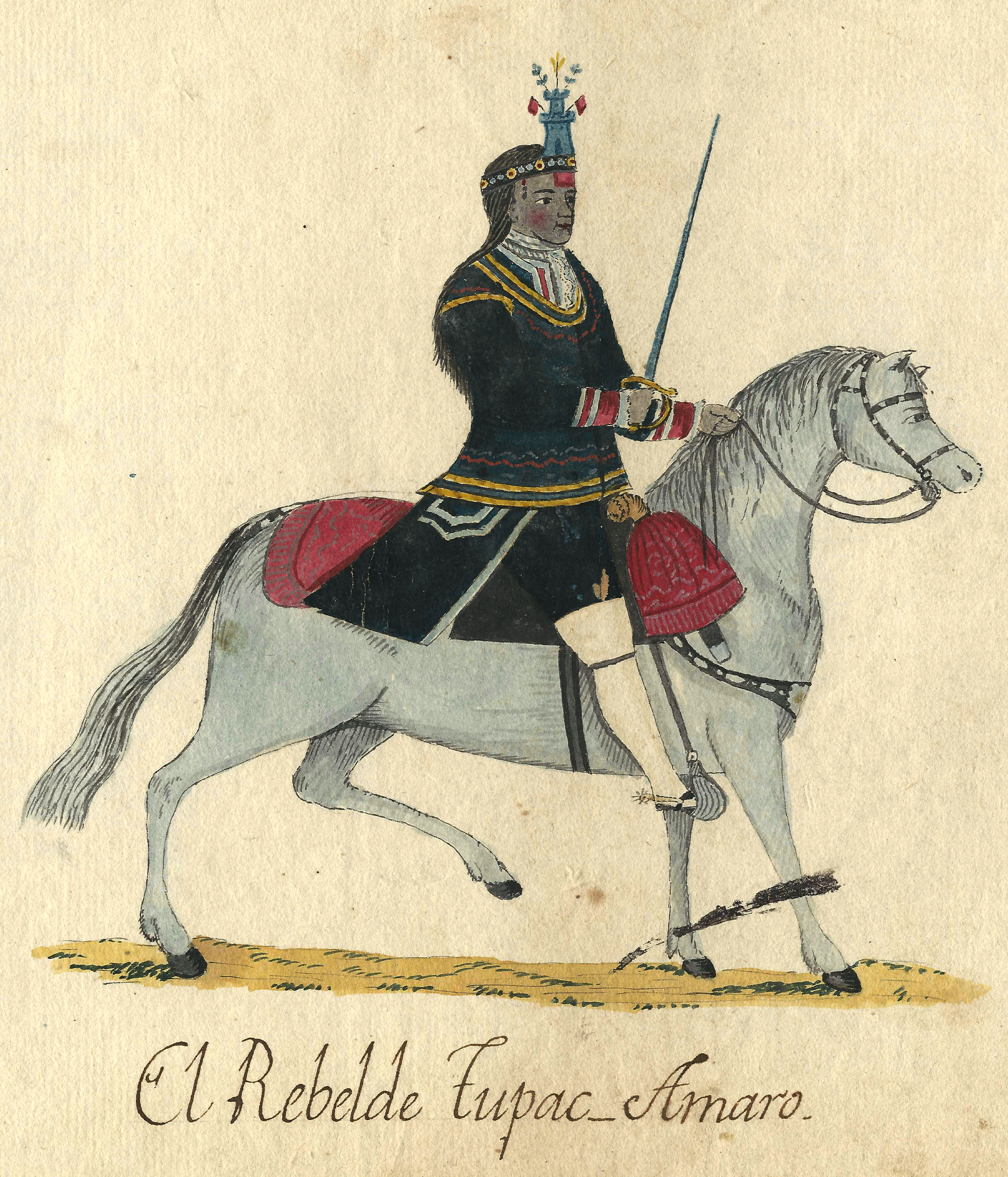
Acuarela de Túpac Amaru II, se trata de la imagen más antigua conocida hasta el momento del rebelde indígena, develada en 2015.

En junio de 1781 fue muerto por un levantamiento en Pasto motivado por la imposición del "Estanco", don José Ignacio Paredo, teniente gobernador de Popayán. Igualmente se sublevaron Neiva, Guarne, Tumaco, Hato de Lemos, Casanare y Mérida con los Comuneros de Los Andes como reflejo del movimiento en Socorro.
La revuelta también se extendió a la región de Antioquia con los comuneros de Guarne, con los de Sopetrán y Sacaojal, quienes pedían también el libre cultivo del tabaco. Los de Guarne solicitaban igualmente que se reconociera el derecho de mazamorreo (lavar el oro en las arenas de los ríos), como también que en el valle de San Nicolás de Rionegro no gobernaran los forasteros en el ramo de la justicia. Es de notar la casi simultánea emergencia de movimientos con reivindicaciones semejantes en casi toda la Sudamérica española, incluyendo el movimiento de Túpac Amaru II, sofocada en marzo de 1783 por autoridades españolas.[cita requerida]

## Consecuencias del movimiento
Fuera del aspecto económico, que tuvo como fin la lucha contra los impuestos, la revuelta abarcó aspectos sociales y políticos, ya que una de las estipulaciones contenidas en la capitulación era la preferencia de los americanos para la provisión de ciertos empleos, lo que implicaba ya una cierta alteración importante en el régimen colonial. Por otra parte, también se aspiró a rehabilitar la raza indígena, y Galán proclamó la libertad de los esclavos en las minas cerca de Mariquita. Este último fue uno de los cargos por los cuales se condenó a muerte a los sublevados.
Pese a sus reivindicaciones coyunturales y a su declaración en pro de la autoridad real y carácter popular el movimiento comunero ha sido visto por varios autores como un anticipo de la Independencia americana, en la medida en que aquel fue una expresión de furia contra los funcionarios españoles y también una aspiración a tener gobiernos con participación criolla. Si bien los comuneros nunca pretendieron la independencia, (pues su inspiración mayor como fue la Revolución francesa no había ocurrido aún) sino su oposición a las reformas del gobierno español, este movimiento sirvió de base a los criollos para años más tarde intentar levantar al pueblo y llevarlo a apoyar en gran parte el bando de la independencia definitiva, o bando patriota, en objetivo de romper todo vínculo con la monarquía.